# Araneus carchi
Araneus carchi Levi, 1991 è un ragno appartenente alla famiglia Araneidae.

## Distribuzione
L'olotipo femminile e il paratipo maschile sono stati rinvenuti in una località dell'Ecuador: a Troya, a circa 2900-2950 metri di altitudine, nella provincia settentrionale del Carchi.

## Tassonomia
Non sono stati esaminati esemplari di questa specie dal 1991
Attualmente, a dicembre 2013, non sono note sottospecie